# Chiesa di San Sano
La chiesa di San Sano è un edificio religioso situato a San Sano, nel comune di Gaiole in Chianti.

## Descrizione
Essa è dedicata al martire cristiano Ansano, della famiglia Anicia di Roma, decapitato nel 303 per ordine del proconsole Lisia.
La chiesa è documentata sin dal XIII secolo e si presenta come un edificio romanico con un'abside. All'interno c'è una sola navata rettangolare.
Il paese di San Sano deve il nome a questa chiesa.